# Телевизионная камера

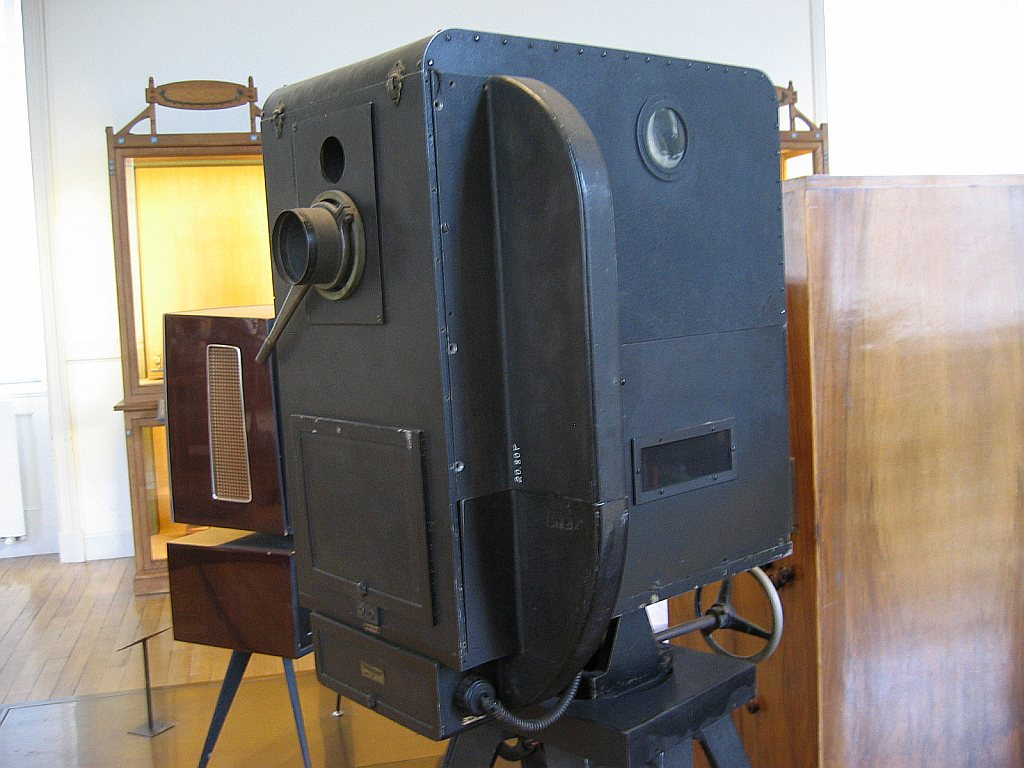
Передающая камера механического телевидения с диском Пауля Нипкова. Франция, 1935 год

Телевизио́нная ка́мера, Телевизио́нная передаю́щая ка́мера, Передаю́щая ка́мера, Телека́мера, ТВ-ка́мера — съёмочная камера, предназначенная для передачи движущегося изображения на расстояние путём его преобразования в телевизионный видеосигнал или цифровой поток видеоданных. Комбинация телекамеры с устройством записи видеосигнала называется видеокамерой или камкордером (англ. Camcorder).

## История

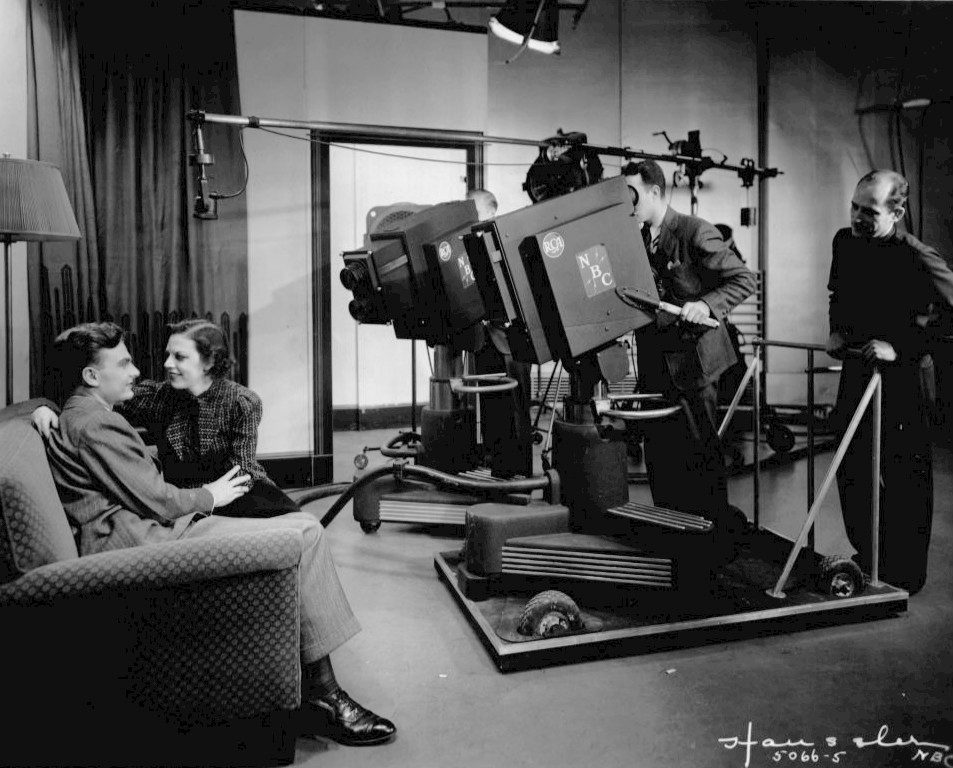
Электронные телекамеры в студии NBC в 1937 году

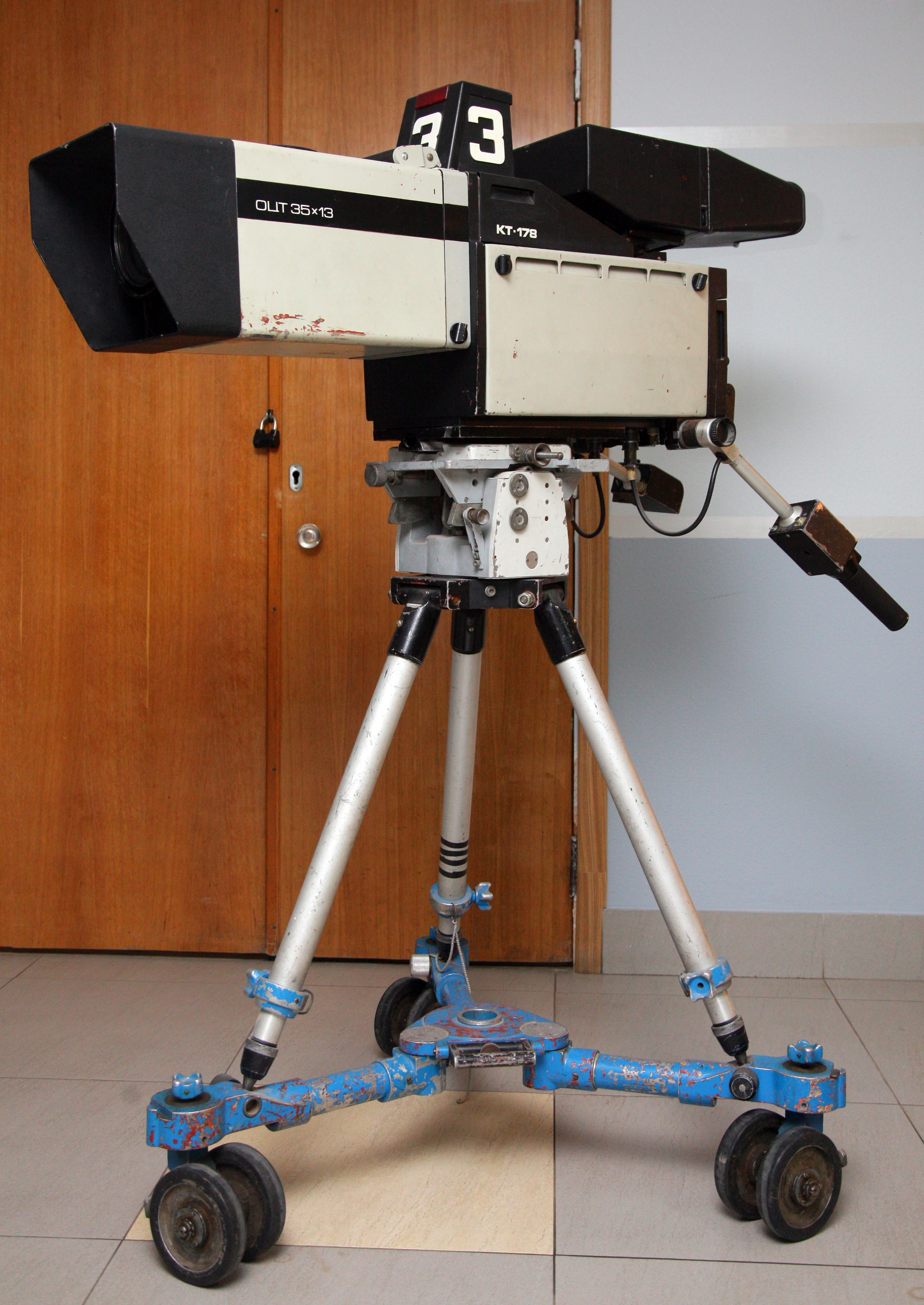
Советская студийная камера КТ-178 на штативе

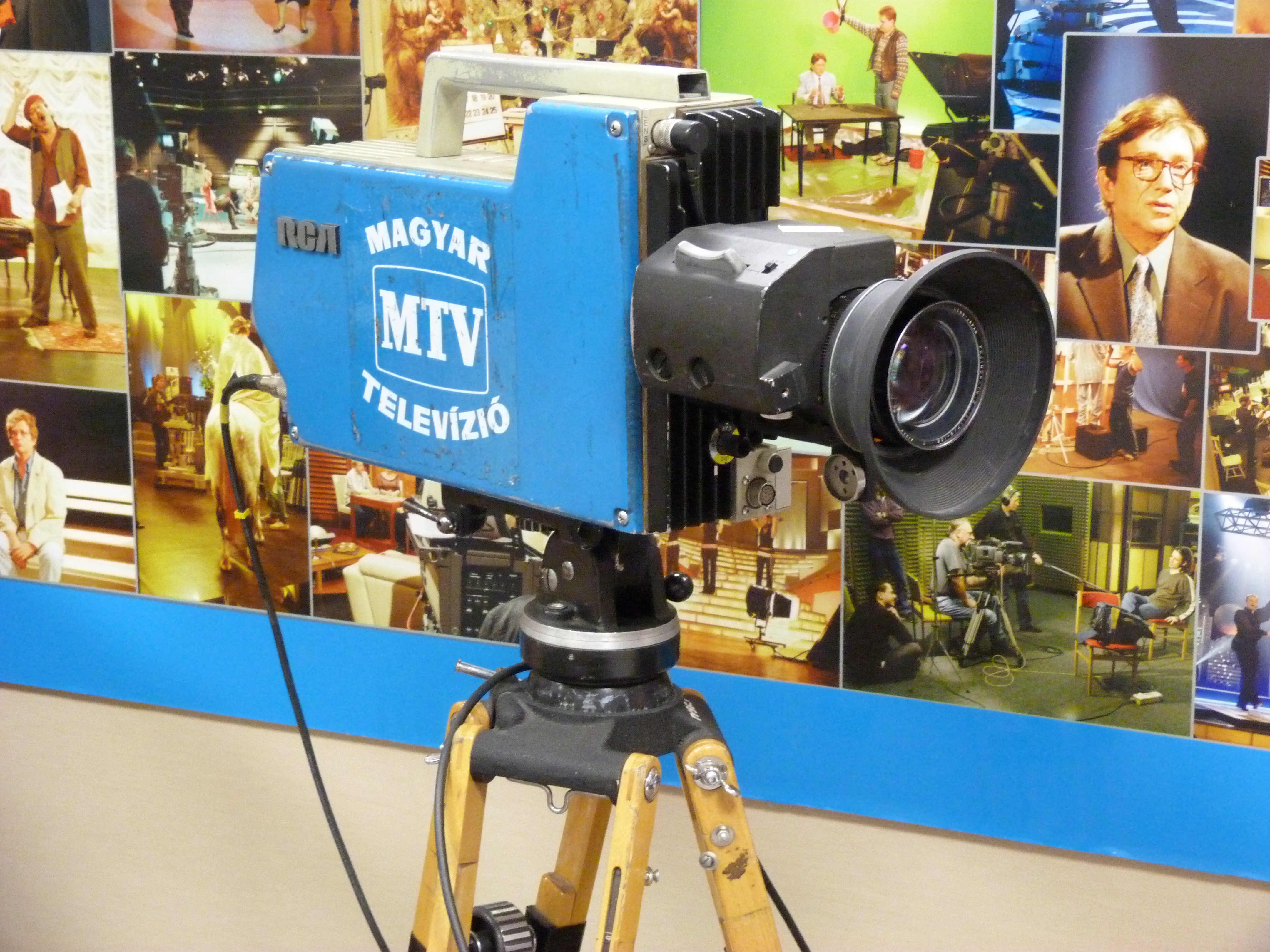
Одна из первых портативных телекамер моноблочной конструкции RCA TK-76 с камерной головкой и камерным каналом в одном корпусе (1975 г.)

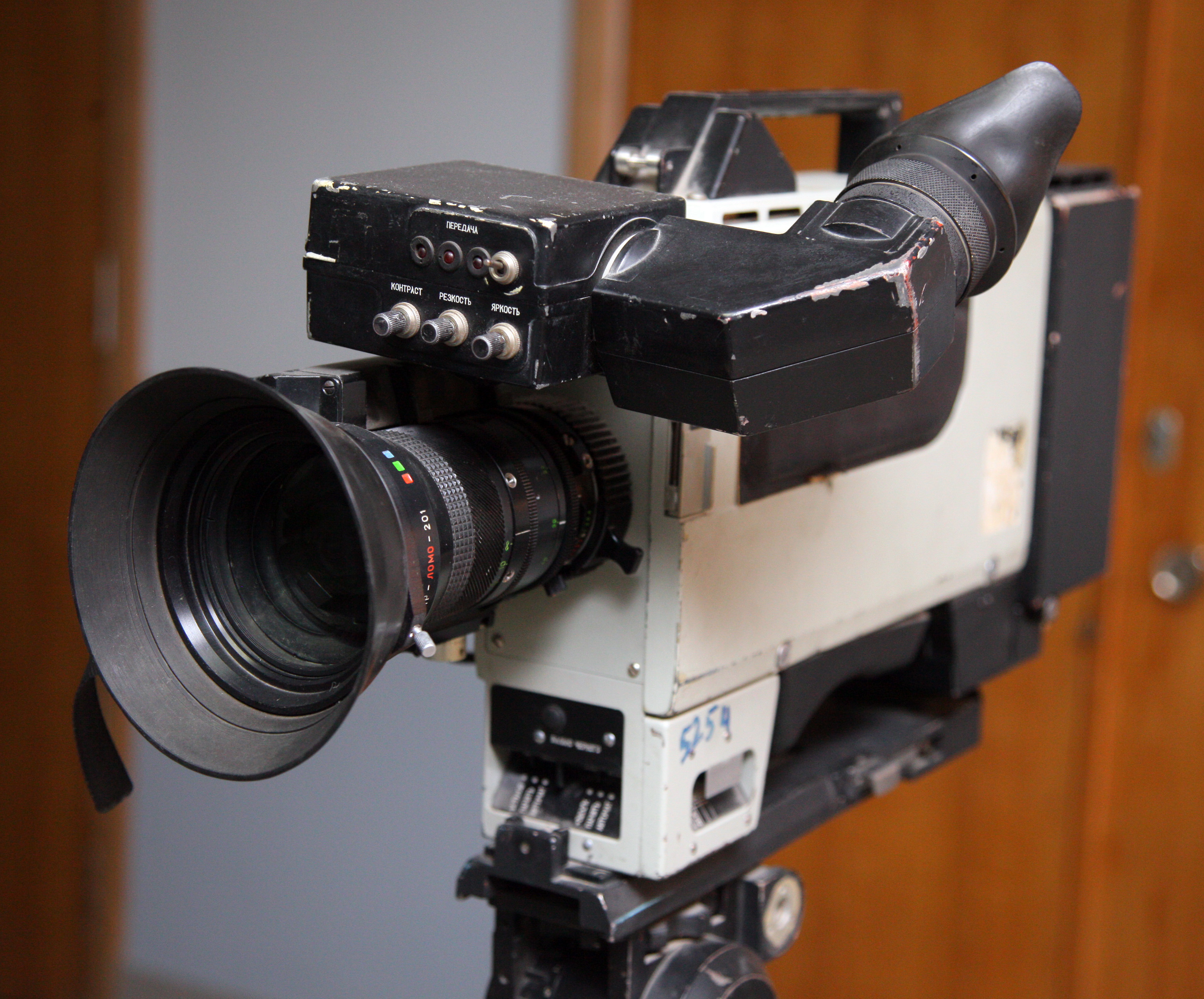
Советская портативная телекамера КТ-190

Первые телекамеры появились в середине 1920-х годов одновременно с изобретением механического телевидения и обладали механической развёрткой. Это были стационарные устройства, пригодные для работы только в студии и в своём большинстве — неподвижные из-за опасности нарушения работы сканирующего диска Нипкова. Зачастую, вместо камеры «прямого видения» использовался теледатчик бегущего луча, который формировал изображение диктора, сидящего в специальном полностью затемнённом помещении. С появлением электронного телевидения передающие камеры получили возможность панорамирования и даже перемещения по полу студии, но стали ещё более громоздкими из-за размеров передающих трубок и их отклоняющих систем. Например, советские камеры «КТ-1» оснащённые в 1948 году иконоскопами «ЛИ-1» с большим размером кадра 75 × 100 мм, были весьма громоздким сооружением. Первые электронные ТВ-камеры, как правило, состояли из двух функциональных частей: стационарного камерного канала и подвижной камерной головки. Камерный канал содержал большую часть электронных блоков, формирующих и усиливающих телевизионный сигнал, а в камерной головке размещалась передающая трубка с объективом и предварительные усилители. Камерная головка не могла самостоятельно формировать видеосигнал и была работоспособной только, соединённая толстым многожильным кабелем с камерным каналом. До появления видеомагнитофонов в 1956 году видеосигнал с телекамеры не мог быть сохранён и передавался непосредственно в эфир. Большие телестудии оснащались несколькими телекамерами, видеосигнал с которых направлялся на передатчик через видеомикшер, позволявший выбирать изображение с разных камер, снимающих разные части сцены. Такой способ телепередачи называется многокамерной съёмкой.

### Эволюция передающих трубок
Одной из главных проблем первых телекамер была крайне низкая светочувствительность передающих трубок типа иконоскоп. Это особенно сказывалось при передаче быстрого движения, заставляя снимать спортивные соревнования с помощью кинотелевизионных систем с промежуточной киноплёнкой. Другие недостатки первых трубок приводили к искажениям телевизионного растра и появлению «кометных хвостов» от ярких источников света. Большую проблему представляли вспышки фотографов, срабатывание которых нередко приводило к кратковременной «слепоте» камеры. Совершенствование передающих трубок в первые два десятилетия развития передающих камер стало его главным направлением. Вслед за иконоскопом появился более чувствительный супериконоскоп. В конце 1940-х годов на смену ему пришли ортикон и суперортикон, быстро вытесненные видиконом, основанным на внутреннем фотоэффекте. Вплоть до конца истории трубочных камер использовались многочисленные разновидности видикона, носящие названия «сатикон», «плюмбикон», «кремникон» и т. д. В СССР в конце 1970-х годов была разработана своя разновидность видикона — глетикон, которым оснащалось большинство советских ТВ-камер.
Важным этапом стало появление цветного телевидения: цветные камеры оснащались тремя или четырьмя передающими трубками. При этом, формирование полного цветного сигнала в первых телестудиях, работавших по стандарту NTSC, происходило в общем камерном канале, получавшем от камер первичные раздельные сигналы основных цветов. Несмотря на отсутствие электронных блоков обработки сигнала, камерная головка RCA TK-41 1954 года выпуска весила более 140 килограммов, а с пьедесталом, видоискателем и объективами — почти полтонны. Широкое внедрение полупроводниковых приборов, заменивших вакуумные лампы, совпало по времени с развитием цветного телевидения и позволило снизить массу телекамер. Появление в середине 1970-х передающих трубок с внутренним цветоделением, таких как «Триникон» (англ. MF Trinicon) японской корпорации «Сони», позволило создавать ещё более компактные камеры. В таких телекамерах, значительно уступавших по качеству изображения трёхтрубочным, использовалась всего одна передающая трубка, формирующая цветной видеосигнал. Дальнейшее развитие шло по пути миниатюризации и замены вакуумных передающих трубок полупроводниковыми матрицами, получившими широкое распространение в начале 1990-х годов.

### Первые переносные камеры
Вплоть до середины 1970-х годов все телевизионное производство было основано на стационарных передающих камерах, устанавливаемых на штативе. Вес передающих камер вместе со штативом и объективом мог достигать нескольких сот килограммов. Натурные съёмки осуществлялись такими же камерами, вывозимыми специальным автотранспортом на съёмочную площадку в составе передвижной телевизионной станции, которая могла вести прямую трансляцию или записывать изображение и звук на видеомагнитофон. В СССР выпускались несколько десятков различных типов передающих камер, самыми массовыми из которых стали «КТ-116», «КТ-132» и «КТ-178». Первые портативные телекамеры появились за рубежом в начале 1970-х годов и обладали заведомо более низким качеством изображения, чем стационарные. Переносные телекамеры вещательного качества, предназначенные для студийной работы, могли так же использоваться для съёмки телерепортажей вне студии, однако чаще всего являлись облегчённой камерной головкой, непригодной для автономной работы без камерного канала, размещаемого в аппаратной телестудии или в автомобиле передвижной телевизионной станции.
Одной из первых действительно портативных камер в конце 1960-х годов стала KCN-9P фирмы Robert Bosch GmbH, камерный канал которой размещался за спиной оператора в ранце. Дальнейшая миниатюризация элементной базы позволила размещать камерный канал в одном корпусе с камерной головкой, создавая камеры, получившие название моноблочных. Они использовались для тележурналистики в сочетании с видеомагнитофоном формата «Ц», а позднее «Ю-матик» (англ. U-matic), переносимым оператором или его ассистентом на плечевом ремне, и соединённым с камерой кабелем. В начале 1980-х, с изобретением формата видеозаписи «Бетакам» (англ. Betacam), появился новый класс устройств: камкордеры, совмещающие в одном корпусе передающую камеру и компактный видеомагнитофон. В отличие от бытовых камкордеров (англ. Handycam), появившихся значительно раньше, «Бетакам» позволял получать видеозапись, почти не уступающую по качеству студийным телекамерам и стационарным видеомагнитофонам. Функционально такое устройство стало электронным аналогом киносъёмочного аппарата и позволило снимать телерепортажи и даже телефильмы вне студии, не связывая оператора кабелем, необходимым телекамере. Это позволило полностью отказаться от киноплёнки при производстве новостей и большинства телефильмов. Одной из первых советских камер такого типа стала «КТ-190», появившаяся в 1985 году и пригодная для стыковки с накамерным видеомагнитофоном Sony BVV-3. Впоследствии камкордеры, как и компактные ТВ-камеры, стали называть видеокамерами, а понятие «моноблочная камера» изменило своё значение: теперь оно употребляется применительно к камерам, объединённым с устройством записи в неразъёмном корпусе. Однако, появление камкордеров не привело к исчезновению телекамер.

### Современное использование

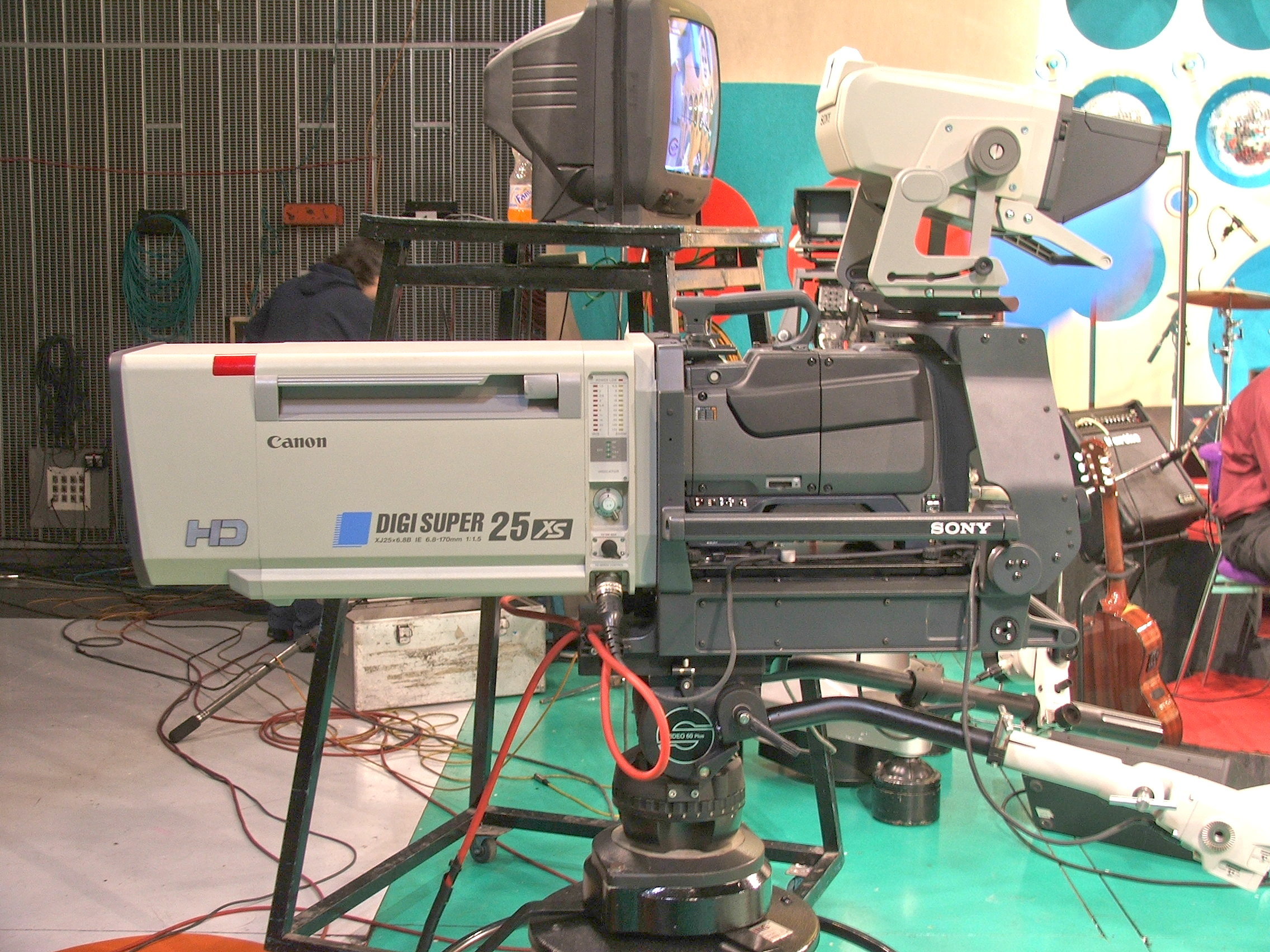
Современная студийная ТВ-камера Sony с
25-кратным вариообъективом Canon

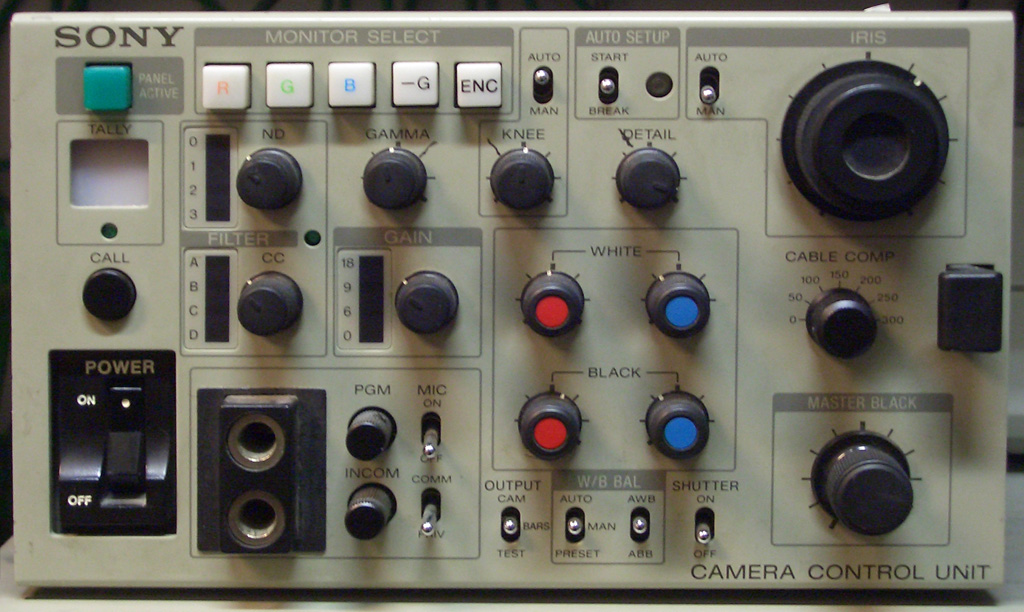
Камерный канал современной телекамеры

Устройства, не оснащённые видеомагнитофоном или другим запоминающим блоком, используются до сегодняшнего дня в крупных телекомпаниях для многокамерных съёмок в студии или для съёмок телефильмов в декорациях. Студийные телекамеры часто оснащаются телесуфлёром для удобства работы дикторов — такие камеры называют «дикторскими». Передающие камеры вещательного уровня, оснащаемые вариообъективами большой кратности, используются для съёмок спортивных соревнований и других массовых мероприятий. Многокамерная съёмка не требует записи изображения каждой камеры: выбор нужного плана осуществляется режиссёром на видеомикшере, а записывается или выдаётся в эфир уже смонтированный сигнал. Поэтому для такой технологии удобнее телекамеры, не оснащённые индивидуальным устройством записи. Многие производители телевизионного оборудования выпускают телекамеры модульной конструкции, пригодные как для стыковки с накамерным записывающим устройством, так и для работы в составе студийного комплекса. В последнем случае камера соединяется через адаптер и кабель с камерным каналом, представляющим собой пульт дистанционного управления параметрами съёмки. Он служит для обеспечения электропитания камеры, организации двухсторонней голосовой связи оператора с режиссёром, синхронизации от внешнего синхрогенератора и точных настроек характеристик изображения. Современный камерный канал (англ. Camera Control Unit) не является неотъемлемой частью камеры, в отличие от первых камерных каналов. Для получения одинаковых параметров всех работающих камер централизованно в комплексах с большим их количеством иногда применяют главный мастер-пульт управления (англ. Master Control Unit).
Модульные камеры являются более предпочтительными для студий с небольшим бюджетом, поскольку специализированные эфирные камеры, непригодные для новостной тележурналистики, стоят значительно дороже. Они обеспечивают наивысшее качество изображения, и устанавливаются на тяжёлый штатив («пьедестал») с гидравлическими подъёмником и панорамной головкой.
Передача видеосигнала и другой информации от камеры к аппаратной в наши дни осуществляется по триаксиальному или оптоволоконному кабелю вместо толстого многожильного, ушедшего в прошлое. Ещё недавно некоторые камеры требовали 60-жильных кабелей для передачи всей информации от камеры и обратно. Любая студийная камера обязательно предусматривает кроме прямой передачи изображения, его возврат из аппаратной на видоискатель для просмотра оператором эфирного сигнала, а кроме того, передачу сложного сигнала телеуправления и данных для телесуфлёра. Современные технологии мультиплексирования позволяют обходиться единственным проводом двухсторонней связи, а в некоторых случаях вообще отказаться от него, передавая изображение по специально выделенному радиоканалу. Последнее особенно удобно при работе с системой «Стэдикам» или другими технологиями съёмки с движения, но исключает обратную связь и дистанционное управление параметрами изображения. Для этого может быть использован дополнительный канал связи, в том числе через Интернет.
Простейшие цифровые телекамеры используются в современных системах видеонаблюдения и для видеоконференций по сети Интернет. В последнем случае эти устройства называются Web-камерами и применяются также для непрерывной передачи видео из труднодоступных мест.

## Устройство
Телевизионная передающая камера состоит из оптической головки, электронных блоков и видоискателя. Оптическая головка содержит объектив, цветоделительную систему и преобразователи света в электрические сигналы: передающие трубки или полупроводниковые матрицы. В настоящее время передающие трубки не используются в связи с их неудобством, хрупкостью и нестабильными характеристиками, зависящими от внешних магнитных полей. Для формирования цветного телевизионного сигнала в телекамерах используются три (в некоторых случаях четыре) матрицы, наклеенные на призменный цветоделительный блок.
В более дешёвых и компактных телекамерах может быть использована одна матрица со встроенным массивом цветоделительных светофильтров. Такая конструкция применяется, главным образом, в промышленных и бытовых камерах.
Независимо от способа цветоделения, изображение на матрицах строится при помощи объектива, аналогичного объективам киносъёмочного или фотографического аппарата. Для передающих камер специально разрабатываются объективы, в подавляющем большинстве панкратические. В телекамерах стандартной чёткости со сравнительно низким качеством изображения и небольшим размером светочувствительного элемента, использовались компактные светосильные объективы с большим диапазоном фокусных расстояний. Современные камеры высокой чёткости используют оптику, сопоставимую по качеству с кинематографической.
В профессиональных и вещательных камерах практически не используются системы автофокуса из-за сложности автофокусировки движущегося изображения. Фокусировка объектива производится оператором вручную по изображению электронного видоискателя. Следящий автофокус используется в редких случаях во время спортивных трансляций высокой чёткости, однако объективы, оснащённые такими системами имеют огромную стоимость. Автофокус используется также в некоторых промышленных камерах, однако, в большинстве из них объектив фиксируется на гиперфокальном расстоянии, обеспечивающем резкое изображение всех объектов.
Необходимость точного дозирования количества света, попадающего на светочувствительный элемент, заставляет использовать автоматическое управление экспозицией при помощи диафрагмы объектива и регулировки усиления получаемого сигнала. Современные студийные камеры предусматривают возможность как автоматической настройки диафрагмы, так и дистанционного управления большинством параметров с блока камерного канала видеоинженером.
Электрические сигналы, формируемые матрицами, усиливаются и кодируются в стандартный телевизионный видеосигнал, пригодный для записи или вещания. Этот сигнал может быть аналоговым или цифровым, в зависимости от типа камеры. Большинство современных телекамер формируют цифровой поток видеоданных. Кроме видеоусилителя, телевизионная камера оснащается синхрогенератором, позволяющим получать синхросигнал. Однако, при работе многокамерным методом, все камеры используют синхросигнал от внешнего студийного синхрогенератора (англ. Genlock). Это позволяет исключить сбои синхронизации при переключении камер. Генераторы кадровой и строчной развёрток согласуются с работой синхрогенератора и управляют считыванием заряда в матрицах.
Кроме перечисленных частей телекамера содержит электронный видоискатель, представляющий собой компактное видеоконтрольное устройство на основе монитора. Первые телекамеры оснащались чёрно-белыми видоискателями, состоящими из небольшого кинескопа. Вплоть до конца 1990-х годов такая конструкция сохранялась даже в компактных типах камер, использовавших миниатюрные кинескопы. С появлением жидкокристаллических дисплеев высокого качества, большинство компактных телекамер оснащаются цветными LCD или LED видоискателями.
В отличие от видеокамер, большинство студийных телекамер не оснащаются микрофоном и звуковым усилителем, поскольку рассчитаны на работу в составе комплекса, в котором звукозапись осуществляется отдельной системой. Новый класс роботизированных PTZ-камер, предназначенных для работы без оператора, дополнительно содержит специальную панорамную головку и электроприводы панорамирования, управляемые дистанционно. Камеры, рассчитанные на работу вне студии обладают герметичным корпусом и даже стеклоочистителем.

## Классификация
Телевизионные камеры принято условно делить на вещательные, профессиональные, промышленные и бытовые. В настоящее время бытовые телекамеры не выпускаются в связи с повсеместным распространением видеокамер и других бытовых устройств с аналогичными функциями. Вещательные и профессиональные можно разделить ещё на две категории в зависимости от используемого стандарта разложения: камеры, соответствующие телевидению высокой чёткости, и камеры стандартной чёткости. Подавляющее большинство современных камер вещательного или профессионального уровня выпускается для стандартов высокой чёткости с возможностью переключения в режим стандартной чёткости. То же относится к соотношению сторон кадра, для переключения которого в объективах камер предусмотрена оптическая компенсация изменения угла поля зрения Vformat. В последние годы появились передающие камеры, поддерживающие стандарты телевидения сверхвысокой чёткости.
Профессиональные телекамеры отличаются от вещательных более низкими требованиями к качеству видеосигнала. Если для вещательных камер глубина модуляции по яркостному каналу на частоте 5 МГц должна составлять 100 %, то для профессиональных этот параметр допускается на уровне 50 %. Это отражается в виде более низкого контраста мелких деталей изображения и пониженной горизонтальной чёткости.
Все современные телекамеры формируют цветное изображение, за исключением некоторых разновидностей промышленных. С середины 2000-х годов исчезла ещё одна графа в таблицах классификации телекамер: в настоящее время производство аналоговых передающих камер полностью прекращено и выпускаются только цифровые. Для возможности работы в системах аналогового телевидения все цифровые камеры оснащаются аналоговыми видеовыходами.
Совершенствование светочувствительных матриц и микроэлектроники во многом стёрло границы между отдельными классами телекамер и видеокамерами. Если в конце 1990-х годов разница в качестве изображения камкордера для тележурналистики и студийной телекамеры была весьма существенна, сегодня эти устройства зачастую отличаются только массой, кратностью вариообъектива и размером видоискателя. Поэтому, слова «телекамера» и «видеокамера» сегодня означают одно и то же даже в профессиональной среде. Видеокамерой называют не только компактные телекамеры, но и студийные стационарные камеры.
Отдельную категорию составляют телекамеры, предназначенные для съёмки с необычных точек на операторских кранах или других подвесных конструкциях. Такие камеры, как правило, оснащаются устройствами беспроводной передачи видеосигнала и отличаются облегчённой конструкцией без видоискателя и органов управления. Промышленные камеры обычно соответствуют телевидению стандартной чёткости или обладают ещё более низкой разрешающей способностью, рассчитанной на замкнутую телевизионную систему, часто не соответствующую ни одному из вещательных стандартов. К промышленным камерам относятся устройства, входящие в системы видеонаблюдения или предназначенные для других прикладных функций.
Аналогичными устройством и характеристиками обладают веб-камеры, также представляющие собой миниатюрную цифровую телекамеру.

## Другое использование телекамеры
Кроме непосредственного производства телепрограмм, миниатюрные телекамеры используются в качестве основы телевизи́ра профессиональных киносъёмочных аппаратов. Как средство наблюдения на расстоянии, передающая камера незаменима в многочисленных отраслях современной человеческой деятельности. Одна из первых электронных телекамер, разработанных в СССР Львом Терменом, была немедленно засекречена и установлена перед входом в кабинет наркомвоенмора К. Ворошилова. В дальнейшем телесистему предполагалось использовать в пограничных войсках, а во дворе наркомата она испытывалась на предмет идентификации проходящих людей. Несовершенство первой камеры заставило отказаться от её использования в военных целях, но с развитием технологий телевидения телекамеры стали использоваться для воздушной разведки и наведения на цель управляемых боеприпасов. Впервые это было осуществлено во время Второй мировой войны на немецких крылатых ракетах «Фау-1» и управляемых авиабомбах Hs-293D. ВВС США также обладали авиабомбами, управлявшимися с помощью телекамеры конструкции Зворыкина. Многие современные боевые системы оснащаются телекамерами для наведения на цель, наблюдения в ночное время и других задач.
Обычные телевизионные камеры для этого непригодны из-за больших габаритов и веса, поэтому для военного применения разрабатываются специальные малогабаритные передающие камеры, как правило — чёрно-белые. Такие камеры относятся к категории промышленных.
С появлением космической техники и искусственных спутников Земли, телекамеры попали на борт разведывательных и метеорологических аппаратов, передавая изображение земной поверхности. Однако, с дальнейшим развитием космонавтики, для этих целей использовались, главным образом, фототелевизионные системы. Мирное освоение космоса также не обошлось без телевизионных передатчиков. Во время первого в мире орбитального полёта изображение космонавта Юрия Гагарина транслировалось специально разработанной телекамерой с медленной развёрткой и низким разрешением в 100 строк. В СССР для космической телесвязи была разработана специальная телевизионная система «Арктур», пригодная для устойчивой передачи цветного изображения по каналам со сниженными частотно-фазовыми и шумовыми характеристиками.
Телекамеры используются не только для публичных телетрансляций достижений космонавтики, но и в качестве технических средств, позволяющих контролировать запуск, осуществлять стыковки, орбитальные манёвры и космические исследования. Не менее важная область применения телевизионных камер — водолазные и другие подводные работы. Специальные дистанционно управляемые телекамеры применяются при работах по подъёму затонувших судов, спасательных работах и в научно-исследовательских целях.
Современная медицина также немыслима без телевизионной камеры. Здесь при помощи специальных миниатюрных камер возможно коллективное дистанционное наблюдение за хирургическими операциями, осмотр внутренних органов и т. п.
Телекамеры, область чувствительности которых лежит в невидимых участках спектра, позволяют наблюдать труднодоступные процессы в невидимых лучах.